# Whitechapel Bell Foundry
La Whitechapel Bell Foundry était une fonderie de cloches du borough londonien de Tower Hamlets (Royaume-Uni).
Connue pour sa fabrication de la Liberty Bell, symbole de l'indépendance américaine, et pour sa refonte de Big Ben, la fonderie était la plus ancienne entreprise manufacturière de Grande-Bretagne au moment de sa fermeture en 2017.

## Histoire
Les premières entreprises de fondation de cloches autour d'Aldgate et de Whitechapel sont apparues vers 1360. Quelques années plus tard, Geoffrey Chaucer témoigne également de l'existence d'une industrie de fonderie de cloches dans la région.

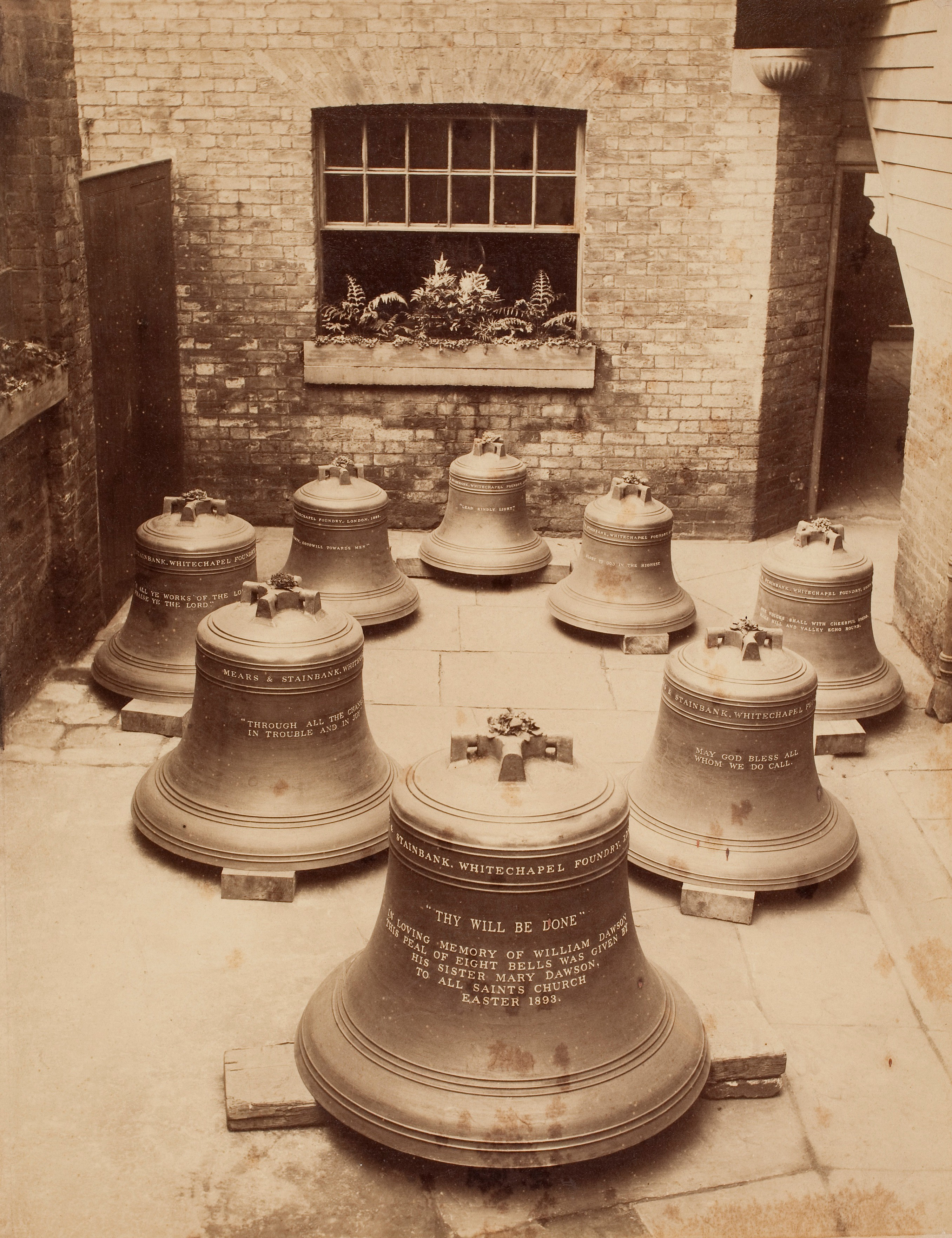
Cloches coulées par la Whitechapel Bell Foundry.

La Whitechapel Bell Foundry est créée en 1570. En 1739, elle s'installe au sein d'un ancien relais, nommé The Artichoke, qui a été détruit par le grand incendie de Londres. Durant la Seconde Guerre mondiale, l'entreprise fabrique des munitions, commandées par le bureau de la Guerre. Après le Blitz, la Whitechapel Bell Foundry est aussi particulièrement sollicitée pour le remplacement de cloches perdues ou endommagées.
Les constructions d'églises étant moins fréquentes, l'entreprise est contrainte d'adapter sa production au fil des siècles. L'entreprise a connu un bond de commandes de clochettes de table, avec le succès de la série télévisée Downton Abbey,. Elle a réalisé ainsi un tiers de ses ventes à l'étranger.
En 2013, la Whitechapel Bell Foundry lance une boutique en ligne.
L'entreprise fonctionne continuellement jusqu'en mai 2017,. La production de cloches est alors transférée au groupe Westley, et l'entreprise est rachetée par la société d'investissement américaine Raycliff Capital. Cette dernière prévoit de convertir le bâtiment de l'entreprise, classé Grade II*, en un hôtel d'une centaine de chambres. Ce projet est cependant critiqué,. En novembre 2022, l'organisation à but non lucratif London Bell Foundry fait une offre d'achat des bâtiments dans le but de les conserver et de maintenir l'activité de la fonderie.

## Cloches célèbres
De nombreuses églises dans le monde possèdent des cloches fabriquées par la Whitechapel Bell Foundry, mais deux exemples de cloches connues ne se trouvent pas dans des lieux de culte.

### Liberty Bell

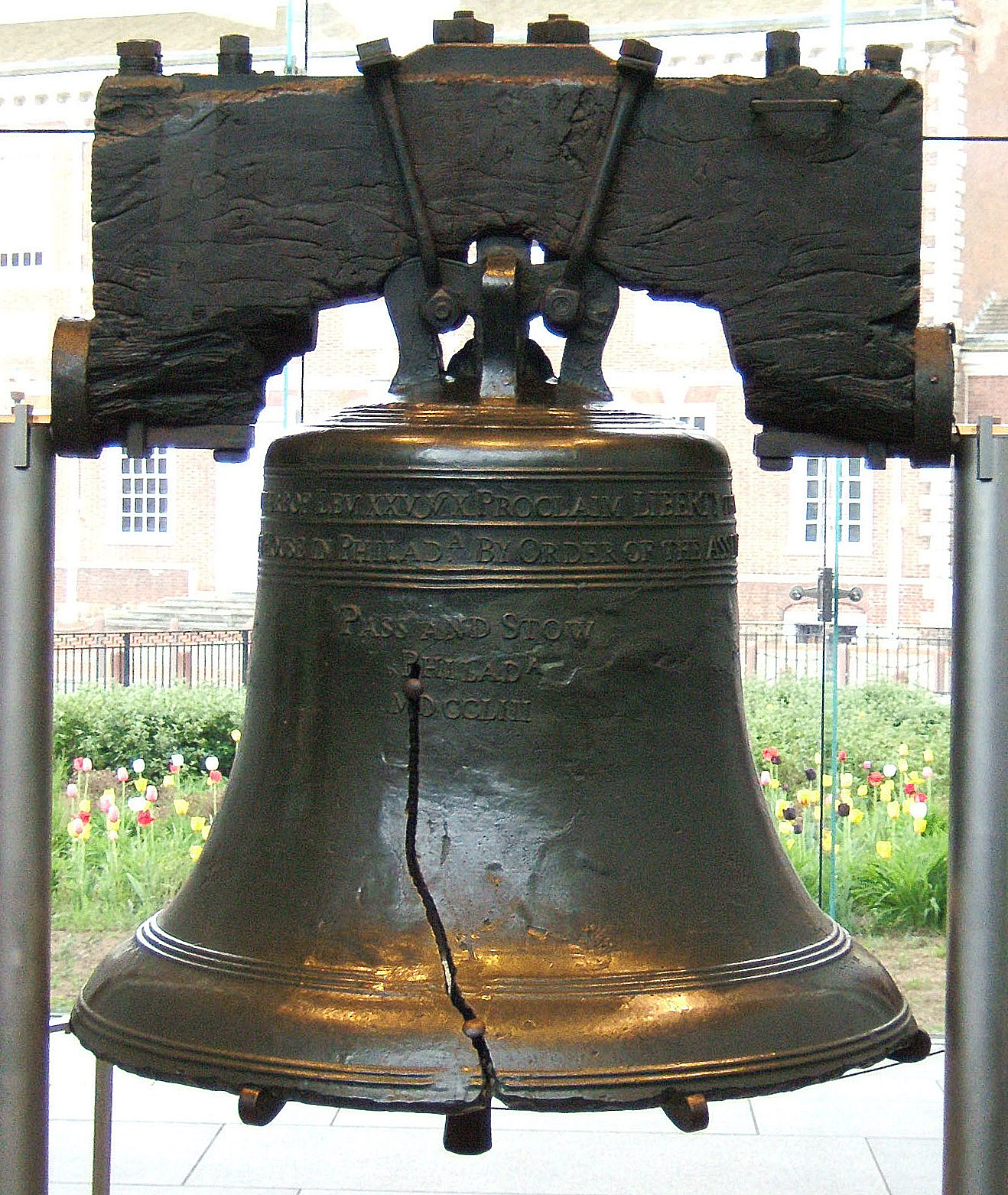
La Liberty Bell.

En 1752, la fonderie fabrique la Liberty Bell, commandée pour célébrer le 50e anniversaire de la Charte des privilèges de William Penn de 1701, la constitution originale de la Pennsylvanie.
En raison des dommages subis au cours de son transport au-dessus de l'Atlantique, la cloche s'est fissurée lors de sa première utilisation. Malgré des réparations, elle se fissura à nouveau en 1846, alors qu'elle retentissait à l'occasion de l'anniversaire de George Washington. Depuis 2003, la cloche se situe au Liberty Bell Center, à proximité de l'Independence Hall.

### Big Ben

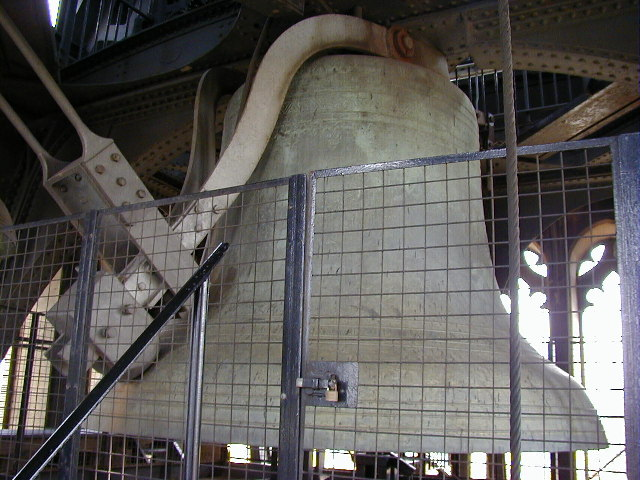
Big Ben.

Big Ben, cloche du palais de Westminster, a été fondue en 1858 et a sonné pour la première fois le 31 mai 1859. Il s'agit de la plus grande cloche coulée par la fonderie.
Cette cloche s'est également fissurée en raison de l'utilisation d'un marteau non adéquat lors de sa fabrication. Cette fissure ainsi que la réparation qui s'est ensuivie donnent à Big Ben son tintement caractéristique actuel. Le coût total de Big Ben s'élève à 572 livres sterling.